# Segunda División de México 1983-84
La Temporada 1983-84 de la Segunda División de México fue el XXXV torneo de la historia de la segunda categoría del fútbol mexicano. El Club Atlético Zacatepec se proclamó campeón por quinta ocasión, tras vencer al Club Social y Deportivo Jalisco por 3-1 en la final por el título.

## Cambios
- Unión de Curtidores ascendió a Primera División.
- Zacatepec descendió desde el máximo circuito.
- Tapatío y Cuautla descendieron a Segunda División B.
- A partir de esta temporada dos equipos ascendieron a esta liga: Universidad Autónoma de Tamaulipas ascendió desde la Segunda B, mientras que Tecomán lo hizo desde la Tercera División.
- El Club Irapuato regresó a participar en la liga tras comprar la franquicia del Tampico.
- Atlético Valladolid cambió de nombre y sede tras ser adquirido por nuevos propietarios, pasando a convertirse en el representativo de la UABJO, universidad estatal de Oaxaca.
- El Club Querétaro cambió su nombre a Cobras de Querétaro.
- Se implementó una liguilla por el no descenso a Segunda B, que contó con la participación de los equipos ubicados entre el lugar 16 y 19 de la tabla general.
- Se introdujo una nueva regla en la cual todas las victorias como visitante otorgaban tres puntos al equipo ganador.

## Formato de competencia
Los veinte equipos se dividen en cuatro grupos de cinco clubes, las agrupaciones se dividen en dos llaves de 10 conjuntos que juegan entre ellos en cuatro ocasiones a lo largo de 36 jornadas, dos veces en cada campo. Los dos primeros lugares de cada agrupación se clasifican a la liguilla en donde los ocho clubes se reparten en dos grupos de cuatro conjuntos, siendo los líderes los que jugarán la final por el campeonato a visita recíproca.  El último lugar de la tabla general desciende directamente a Segunda 'B', mientras que los lugares 16.º, 17.º, 18.º y 19.º deberán jugar un grupo de permanencia, en el cual los últimos dos puestos completarán el descenso.

## Equipos participantes

### Equipos por Entidad Federativa
| Entidad Federativa | N.º | Equipos                       |
| ------------------ | --- | ----------------------------- |
| Veracruz           | 3   | Córdoba, Poza Rica y Veracruz |
| Estado de México   | 3   | Nuevo Necaxa, SUOO y Texcoco  |
| Colima             | 2   | Colima y Tecomán              |
| Michoacán          | 2   | La Piedad y Zamora            |
| Guanajuato         | 2   | Irapuato y Salamanca          |
| Hidalgo            | 2   | Pachuca y Tulancingo          |
| Jalisco            | 1   | Club Jalisco                  |
| Morelos            | 1   | Zacatepec                     |
| Oaxaca             | 1   | UABJO                         |
| Querétaro          | 1   | Cobras                        |
| Nayarit            | 1   | Tepic                         |
| Tamaulipas         | 1   | U.A. Tamaulipas               |

### Información sobre los equipos participantes
| Equipo           | Ciudad                           | Estadio                            |
| ---------------- | -------------------------------- | ---------------------------------- |
| Cobras Querétaro | Santiago de Querétaro, Querétaro | Municipal de Querétaro             |
| Colima           | Colima, Colima                   | Colima                             |
| Córdoba          | Córdoba, Veracruz                | Rafael Murillo Vidal               |
| Irapuato         | Irapuato, Guanajuato             | Irapuato                           |
| Jalisco          | Guadalajara, Jalisco             | Jalisco                            |
| La Piedad        | La Piedad, Michoacán             | Juan N. López                      |
| Nuevo Necaxa     | Amecameca, Estado de México      | Francisco Flores                   |
| Pachuca          | Pachuca, Hidalgo                 | Revolución Mexicana                |
| Poza Rica        | Poza Rica, Veracruz              | Heriberto Jara Corona              |
| Salamanca        | Salamanca, Guanajuato            | El Molinito                        |
| S.U.O.O.         | Cuautitlán, Estado de México     | Los Pinos                          |
| Tecomán          | Tecomán, Colima                  | IAETAC                             |
| Tepic            | Tepic, Nayarit                   | Nicolás Álvarez Ortega             |
| Texcoco          | Texcoco, Estado de México        | Municipal de Texcoco               |
| Tulancingo       | Tulancingo, Hidalgo              | Primero de Mayo                    |
| U.A.B.J. Oaxaca  | Oaxaca, Oaxaca                   | General Manuel Cabrera Carrasquedo |
| U.A. Tamaulipas  | Ciudad Victoria, Tamaulipas      | Marte R. Gómez                     |
| Veracruz         | Veracruz, Veracruz               | Luis Pirata Fuente                 |
| Zacatepec        | Zacatepec, Morelos               | Agustín Coruco Díaz                |
| Zamora           | Zamora, Michoacán                | Municipal de Zamora                |

## Grupos

### Zona occidente

#### Grupo 1
| Pos. | Equipo        | Pts. | PJ | G  | E  | P  | GF | GC | Dif. | Clasificación               |
| ---- | ------------- | ---- | -- | -- | -- | -- | -- | -- | ---- | --------------------------- |
| 1    | Jalisco       | 60   | 36 | 19 | 7  | 10 | 58 | 35 | +23  | Cuadrangular de la liguilla |
| 2    | Irapuato      | 58   | 36 | 16 | 12 | 8  | 61 | 40 | +21  | Cuadrangular de la liguilla |
| 3    | Zamora        | 43   | 36 | 11 | 17 | 8  | 47 | 49 | −2   |                             |
| 4    | Tecomán       | 42   | 36 | 12 | 11 | 13 | 47 | 55 | −8   |                             |
| 5    | La Piedad (D) | 32   | 36 | 9  | 9  | 18 | 47 | 66 | −19  | Grupo de descenso           |

 Fuente: RSSSF

#### Grupo 2
| Pos. | Equipo              | Pts. | PJ | G  | E  | P  | GF | GC | Dif. | Clasificación               |
| ---- | ------------------- | ---- | -- | -- | -- | -- | -- | -- | ---- | --------------------------- |
| 1    | Cobras de Querétaro | 50   | 36 | 13 | 13 | 10 | 51 | 41 | +10  | Cuadrangular de la liguilla |
| 2    | Colima              | 49   | 36 | 13 | 13 | 10 | 54 | 43 | +11  | Cuadrangular de la liguilla |
| 3    | Salamanca           | 46   | 36 | 12 | 13 | 11 | 54 | 53 | +1   |                             |
| 4    | Deportivo Tepic     | 40   | 36 | 9  | 16 | 11 | 40 | 48 | −8   |                             |
| 5    | SUOO (D)            | 25   | 36 | 7  | 7  | 22 | 45 | 74 | −29  | Descenso de categoría       |

 Fuente: RSSSF

### Zona oriente

#### Grupo 3
| Pos. | Equipo        | Pts. | PJ | G  | E  | P  | GF | GC | Dif. | Clasificación               |
| ---- | ------------- | ---- | -- | -- | -- | -- | -- | -- | ---- | --------------------------- |
| 1    | Pachuca       | 65   | 36 | 19 | 13 | 4  | 58 | 33 | +25  | Cuadrangular de la liguilla |
| 2    | Zacatepec (C) | 56   | 36 | 15 | 12 | 9  | 55 | 27 | +28  | Cuadrangular de la liguilla |
| 3    | Veracruz      | 44   | 36 | 12 | 12 | 12 | 50 | 48 | +2   |                             |
| 4    | UABJO (D)     | 37   | 36 | 9  | 11 | 16 | 29 | 56 | −27  | Grupo de descenso           |
| 5    | Poza Rica     | 35   | 36 | 8  | 14 | 14 | 30 | 44 | −14  | Grupo de descenso           |

 Fuente: RSSSF

#### Grupo 4
| Pos. | Equipo           | Pts. | PJ | G  | E  | P  | GF | GC | Dif. | Clasificación               |
| ---- | ---------------- | ---- | -- | -- | -- | -- | -- | -- | ---- | --------------------------- |
| 1    | Correcaminos UAT | 46   | 36 | 12 | 13 | 11 | 43 | 39 | +4   | Cuadrangular de la liguilla |
| 2    | TUL              | 43   | 36 | 12 | 11 | 13 | 39 | 41 | −2   | Cuadrangular de la liguilla |
| 3    | Nuevo Necaxa     | 42   | 36 | 11 | 13 | 12 | 38 | 40 | −2   |                             |
| 4    | Texcoco          | 42   | 36 | 11 | 14 | 11 | 39 | 46 | −7   |                             |
| 5    | Córdoba          | 32   | 36 | 8  | 13 | 15 | 35 | 42 | −7   | Grupo de descenso           |

 Fuente: RSSSF

## Tabla general
| Pos. | Equipo              | Pts. | PJ | G  | E  | P  | GF | GC | Dif. | Clasificación               |
| ---- | ------------------- | ---- | -- | -- | -- | -- | -- | -- | ---- | --------------------------- |
| 1    | Pachuca             | 65   | 36 | 19 | 13 | 4  | 58 | 33 | +25  | Cuadrangular de la liguilla |
| 2    | Jalisco             | 60   | 36 | 19 | 7  | 10 | 58 | 35 | +23  | Cuadrangular de la liguilla |
| 3    | Irapuato            | 58   | 36 | 16 | 12 | 8  | 61 | 40 | +21  | Cuadrangular de la liguilla |
| 4    | Zacatepec (C)       | 56   | 36 | 15 | 12 | 9  | 55 | 27 | +28  | Cuadrangular de la liguilla |
| 5    | Cobras de Querétaro | 50   | 36 | 13 | 13 | 10 | 51 | 41 | +10  | Cuadrangular de la liguilla |
| 6    | Colima              | 49   | 36 | 13 | 13 | 10 | 54 | 43 | +11  | Cuadrangular de la liguilla |
| 7    | Correcaminos UAT    | 46   | 36 | 12 | 13 | 11 | 43 | 39 | +4   | Cuadrangular de la liguilla |
| 8    | Salamanca           | 46   | 36 | 12 | 13 | 11 | 54 | 53 | +1   |                             |
| 9    | Veracruz            | 44   | 36 | 12 | 12 | 12 | 50 | 48 | +2   |                             |
| 10   | Zamora              | 43   | 36 | 11 | 17 | 8  | 47 | 49 | −2   |                             |
| 11   | Tulancingo          | 43   | 36 | 12 | 11 | 13 | 39 | 41 | −2   | Cuadrangular de la liguilla |
| 12   | Nuevo Necaxa        | 42   | 36 | 11 | 13 | 12 | 38 | 40 | −2   |                             |
| 13   | Texcoco             | 42   | 36 | 11 | 14 | 11 | 39 | 46 | −7   |                             |
| 14   | Tecomán             | 42   | 36 | 12 | 11 | 13 | 47 | 55 | −8   |                             |
| 15   | Deportivo Tepic     | 40   | 36 | 9  | 16 | 11 | 40 | 48 | −8   |                             |
| 16   | UABJO (D)           | 37   | 36 | 9  | 11 | 16 | 29 | 56 | −27  | Grupo de descenso           |
| 17   | Poza Rica           | 35   | 36 | 8  | 14 | 14 | 30 | 44 | −14  | Grupo de descenso           |
| 18   | Córdoba             | 32   | 36 | 8  | 13 | 15 | 35 | 42 | −7   | Grupo de descenso           |
| 19   | La Piedad (D)       | 32   | 36 | 9  | 9  | 18 | 47 | 66 | −19  | Grupo de descenso           |
| 20   | SUOO (D)            | 25   | 36 | 7  | 7  | 22 | 45 | 74 | −29  | Descenso de categoría       |

 Fuente: RSSSF

## Resultados

### Llave Occidente
| Local \ Visitante | COB | COL | IRA | JAL | LPD | SAL | SUO | TEC | TEP | ZAM |
| ----------------- | --- | --- | --- | --- | --- | --- | --- | --- | --- | --- |
| Cobras            | —   | 1–1 | 0–3 | 1–0 | 1–2 | 3–1 | 4–0 | 3–0 | 1–1 | 3–1 |
| Colima            | 2–2 | —   | 1–1 | 0–1 | 1–0 | 3–3 | 4–3 | 1–1 | 3–0 | 1–1 |
| Irapuato          | 2–2 | 2–0 | —   | 2–0 | 3–1 | 2–0 | 1–1 | 2–0 | 1–1 | 3–1 |
| Jalisco           | 2–1 | 1–1 | 2–2 | —   | 3–0 | 2–0 | 6–0 | 1–2 | 5–0 | 5–0 |
| La Piedad         | 2–1 | 0–0 | 2–2 | 1–2 | —   | 2–2 | 4–3 | 1–3 | 0–1 | 2–2 |
| Salamanca         | 1–1 | 1–1 | 1–0 | 3–1 | 1–2 | —   | 2–2 | 1–0 | 4–4 | 2–1 |
| SUOO              | 1–0 | 1–2 | 1–4 | 1–2 | 2–5 | 1–2 | —   | 2–3 | 1–1 | 0–0 |
| Tecomán           | 2–1 | 1–4 | 1–1 | 2–1 | 2–1 | 0–0 | 0–1 | —   | 0–0 | 2–2 |
| Tepic             | 1–0 | 0–1 | 2–2 | 2–3 | 0–1 | 3–1 | 1–0 | 2–2 | —   | 0–0 |
| Zamora            | 2–2 | 0–0 | 0–3 | 1–0 | 4–1 | 3–2 | 3–2 | 2–2 | 2–0 | —   |

| Local \ Visitante | COB | COL | IRA | JAL | LPD | SAL | SUO | TEC | TEP | ZAM |
| ----------------- | --- | --- | --- | --- | --- | --- | --- | --- | --- | --- |
| Cobras            | —   | 0–0 | 1–1 | 1–0 | 3–1 | 3–1 | 2–2 | 4–2 | 3–0 | 0–0 |
| Colima            | 1–1 | —   | 6–3 | 1–2 | 1–0 | 4–1 | 2–3 | 0–2 | 3–1 | 2–2 |
| Irapuato          | 2–0 | 2–0 | —   | 2–0 | 2–2 | 1–2 | 1–0 | 2–0 | 1–1 | 2–1 |
| Jalisco           | 1–0 | 0–2 | 3–1 | —   | 2–1 | 1–0 | 2–2 | 2–0 | 2–2 | 1–1 |
| La Piedad         | 0–1 | 0–3 | 2–1 | 1–2 | —   | 1–0 | 5–3 | 2–3 | 0–0 | 1–1 |
| Salamanca         | 1–1 | 2–0 | 0–0 | 0–0 | 3–1 | —   | 3–0 | 1–1 | 2–2 | 3–0 |
| SUOO              | 0–1 | 1–0 | 0–1 | 0–1 | 2–2 | 3–4 | —   | 4–1 | 1–0 | 0–1 |
| Tecomán           | 0–1 | 1–3 | 2–1 | 2–1 | 3–0 | 2–0 | 0–1 | —   | 1–3 | 2–2 |
| Tepic             | 1–1 | 2–0 | 2–1 | 0–0 | 3–1 | 0–2 | 2–0 | 1–1 | —   | 0–0 |
| Zamora            | 4–1 | 1–0 | 2–1 | 0–1 | 0–0 | 2–2 | 2–1 | 1–1 | 2–1 | —   |

### Llave Oriente
| Local \ Visitante | COR | NEC | PAC | PZR | TEX | TUL | UBJ | UAT | VER | ZAC |
| ----------------- | --- | --- | --- | --- | --- | --- | --- | --- | --- | --- |
| Córdoba           | —   | 1–0 | 0–0 | 1–2 | 1–1 | 2–2 | 1–2 | 1–1 | 1–0 | 2–0 |
| Necaxa            | 1–0 | —   | 1–1 | 4–1 | 0–2 | 4–0 | 3–0 | 0–0 | 1–1 | 1–0 |
| Pachuca           | 3–1 | 4–3 | —   | 2–0 | 1–1 | 1–1 | 3–0 | 2–1 | 2–0 | 3–1 |
| Poza Rica         | 2–1 | 0–0 | 0–0 | —   | 0–0 | 1–1 | 1–1 | 1–0 | 0–0 | 3–1 |
| Texcoco           | 2–1 | 1–1 | 0–3 | 0–0 | —   | 1–2 | 2–2 | 3–0 | 1–1 | 0–0 |
| Tulancingo        | 0–0 | 1–1 | 0–1 | 2–0 | 3–4 | —   | 1–0 | 2–0 | 1–2 | 1–0 |
| UABJO             | 2–2 | 0–1 | 0–0 | 2–0 | 0–1 | 3–1 | —   | 1–0 | 0–0 | 0–0 |
| Correcaminos UAT  | 1–0 | 2–0 | 2–2 | 3–1 | 0–1 | 3–1 | 1–1 | —   | 0–1 | 1–0 |
| Veracruz          | 1–0 | 3–0 | 5–1 | 0–0 | 2–2 | 1–1 | 2–0 | 1–1 | —   | 4–3 |
| Zacatepec         | 3–1 | 0–0 | 3–0 | 2–0 | 3–0 | 3–1 | 7–1 | 4–1 | 1–1 | —   |

| Local \ Visitante | COR | NEC | PAC | PZR | TEX | TUL | UBJ | UAT | VER | ZAC |
| ----------------- | --- | --- | --- | --- | --- | --- | --- | --- | --- | --- |
| Córdoba           | —   | 2–1 | 0–1 | 2–2 | 5–0 | 1–0 | 0–0 | 0–1 | 1–1 | 1–0 |
| Necaxa            | 1–1 | —   | 0–0 | 1–0 | 0–0 | 1–1 | 0–2 | 2–2 | 4–3 | 1–1 |
| Pachuca           | 1–1 | 0–1 | —   | 3–2 | 2–2 | 1–0 | 3–0 | 2–1 | 4–1 | 0–0 |
| Poza Rica         | 2–0 | 1–3 | 2–3 | —   | 0–0 | 1–0 | 2–0 | 1–1 | 0–2 | 0–0 |
| Texcoco           | 1–1 | 0–1 | 0–2 | 1–0 | —   | 0–1 | 6–1 | 2–1 | 2–1 | 1–0 |
| Tulancingo        | 3–0 | 1–0 | 0–0 | 1–1 | 2–0 | —   | 0–0 | 4–1 | 2–1 | 0–0 |
| UABJO             | 0–2 | 2–0 | 0–3 | 2–0 | 2–0 | 0–1 | —   | 1–1 | 2–0 | 1–1 |
| Correcaminos UAT  | 0–0 | 3–0 | 1–0 | 1–1 | 3–1 | 2–0 | 4–1 | —   | 3–1 | 0–0 |
| Veracruz          | 3–2 | 2–0 | 2–3 | 0–2 | 1–1 | 3–2 | 3–0 | 1–1 | —   | 0–1 |
| Zacatepec         | 2–0 | 2–1 | 1–1 | 4–1 | 3–0 | 2–0 | 4–0 | 0–0 | 3–0 | —   |

## Liguilla

### Grupo de Campeonato A
| Pos. | Equipo     | Pts. | PJ | G | E | P | GF | GC | Dif. | Clasificación     |
| ---- | ---------- | ---- | -- | - | - | - | -- | -- | ---- | ----------------- |
| 1    | Jalisco    | 10   | 6  | 3 | 2 | 1 | 7  | 3  | +4   | Acceso a la final |
| 2    | Pachuca    | 8    | 6  | 2 | 2 | 2 | 8  | 7  | +1   |                   |
| 3    | Colima     | 8    | 6  | 3 | 0 | 3 | 9  | 9  | 0    |                   |
| 4    | Tulancingo | 5    | 6  | 2 | 0 | 4 | 5  | 10 | −5   |                   |

 Fuente: RSSSF

#### Resultados
| Local \ Visitante | COL | JAL | PAC | TUL |
| ----------------- | --- | --- | --- | --- |
| Colima            | —   | 1–0 | 4–2 | 4–2 |
| Jalisco           | 1–0 | —   | 1–1 | 3–0 |
| Pachuca           | 2–0 | 1–1 | —   | 2–0 |
| Tulancingo        | 2–0 | 0–1 | 1–0 | —   |

### Grupo de Campeonato B
| Pos. | Equipo              | Pts. | PJ | G | E | P | GF | GC | Dif. | Clasificación     |
| ---- | ------------------- | ---- | -- | - | - | - | -- | -- | ---- | ----------------- |
| 1    | Zacatepec           | 11   | 6  | 4 | 0 | 2 | 9  | 4  | +5   | Acceso a la final |
| 2    | Irapuato            | 10   | 6  | 3 | 2 | 1 | 7  | 4  | +3   |                   |
| 3    | Correcaminos UAT    | 6    | 6  | 2 | 2 | 2 | 4  | 7  | −3   |                   |
| 4    | Cobras de Querétaro | 2    | 6  | 0 | 2 | 4 | 3  | 8  | −5   |                   |

 Fuente: RSSSF

#### Resultados
| Local \ Visitante | COB | IRA | UAT | ZAC |
| ----------------- | --- | --- | --- | --- |
| Cobras            | —   | 0–0 | 1–1 | 1–2 |
| Irapuato          | 3–1 | —   | 3–0 | 1–0 |
| Correcaminos UAT  | 1–0 | 0–0 | —   | 1–0 |
| Zacatepec         | 1–0 | 3–0 | 3–1 | —   |

### Final
La serie final del torneo enfrentó al Zacatepec contra el Jalisco.
| 1 de julio de 1984 | Zacatepec               | 2-0 | Jalisco | Estadio Agustín Coruco Díaz, Zacatepec |  |
|                    | Miguel Ramírez 19', 42' |     |         |                                        |  |

| 6 de julio de 1984                                                                  | Jalisco   | 1-1 | Zacatepec | Estadio Jalisco, Guadalajara |  |
|                                                                                     | Ramos 88' |     |           |                              |  |
| Zacatepec campeón de la Temporada 1983-84 y asciende a Primera División. Global 1-3 |           |     |           |                              |  |

|                                |
| Zacatepec Campeón 5.to título. |

### Grupo de descenso
| Pos. | Equipo        | Pts. | PJ | G | E | P | GF | GC | Dif. | Clasificación         |
| ---- | ------------- | ---- | -- | - | - | - | -- | -- | ---- | --------------------- |
| 1    | Poza Rica     | 11   | 6  | 4 | 1 | 1 | 19 | 10 | +9   |                       |
| 2    | Córdoba       | 10   | 6  | 3 | 2 | 1 | 11 | 6  | +5   |                       |
| 3    | La Piedad (D) | 5    | 5  | 1 | 2 | 2 | 10 | 11 | −1   | Descenso de categoría |
| 4    | UABJO (D)     | 1    | 5  | 0 | 1 | 4 | 4  | 17 | −13  | Descenso de categoría |

 Fuente: RSSSF

#### Resultados
| Local \ Visitante | COR | LPD | PZR | UBJ |
| ----------------- | --- | --- | --- | --- |
| Córdoba           | —   | 1–1 | 1–0 | 4–1 |
| La Piedad         | 2–2 | —   | 3–5 | 2–0 |
| Poza Rica         | 2–1 | 3–2 | —   | 7–1 |
| UABJO             | 0–2 |     | 2–2 | —   |

El partido entre la Universidad Autónoma Benito Juárez de Oaxaca y La Piedad  de la jornada 6 de la promoción de descenso no se disputó debido a que ambos equipos se encontraban matemáticamente descendidos y por lo tanto el resultado no tendría ningún efecto en la determinación de los cupos para bajar de categoría.